# Angraecum peyrotii
Angraecum peyrotii är en orkidéart som beskrevs av Jean Marie Bosser. Angraecum peyrotii ingår i släktet Angraecum och familjen orkidéer. Inga underarter finns listade i Catalogue of Life.